# 와타나베 아라타
와타나베 아라타(일본어: 渡邉 新太, 1995년 8월 5일~)는 일본의 축구 선수이다.

## 구단 경력
그는 2018년 J2리그의 알비렉스 니가타에 입단했다. 2020년까지 92경기에 출전하여, 22득점을 넣었다. 2021년 J1리그의 오이타 트리니타로 이적했다. 2021년후 J2리그에 강등했다. 2024년까지 102경기에 출전하여, 15득점을 넣었다. 2025년 미토 홀리호크로 이적했다.